# 가나의 주

가나의 주

가나의 주는 가나의 최상위 행정 구역으로, 16개로 구성되어 있다.

## 주 목록
| 주               | 주도           |
| ---------------- | -------------- |
| 아하포주         | 고아소         |
| 아샨티주         | 쿠마시         |
| 보노주           | 수니아니       |
| 보노이스트주     | 테치만         |
| 센트럴주         | 케이프코스트   |
| 이스턴주         | 코포리두아     |
| 그레이터아크라주 | 아크라         |
| 노스이스트주     | 날레리구       |
| 노던주           | 타말레         |
| 오티주           | 담바이         |
| 사바나주         | 다몽고         |
| 어퍼이스트주     | 볼가탕가       |
| 어퍼웨스트주     | 와             |
| 볼타주           | 호             |
| 웨스턴주         | 세콘디타코라디 |
| 웨스턴노스주     | 세프위위아소   |
| 출처             |                |